# Carl Reimann

Carl Reimann

Carl Heinrich Hermann Reimann (* 25. Mai 1857 in Siegendorf bei Arnsdorf, Landkreis Liegnitz; † Juni 1929 in Dresden) war ein deutscher Lehrer und Schriftsteller.

## Leben
Reimann besuchte erst die Volksschule, dann die Präparandenanstalt und das Lehrerseminar in Altdöbern. 1878 wurde er Lehrer an der Bürgerschule in Lübben (Spreewald), später an der dortigen Töchterschule, 1882 Hilfslehrer an der 15. Bezirksschule in Dresden-N., Ostern 1885 dort selbstständiger Lehrer und Ostern 1889 Lehrer an der 12. Bezirksschule. Daneben war er acht Jahre lang an der Fachschule des allgemeinen Handwerkervereins tätig, seit Ostern 1887 auch an der Fachschule der Ver. Gewerbetreib. und seit 1895 an der Städtischen Fortbildungsschule. Außerdem war er Referent für Fortbildungsschulwesen für die Literarische Beilage der Sächsischen Schulzeitung.

## Werke
- Die Pflege der Heimats- und Vaterlandsliebe durch die Schule. Minden 1888 (Digitalisat); 4. Auflage, Hufeland, Minden 1912 (= Lehrer-Prüfungs- und Informationsarbeiten, Heft 17)
- Die Liebe des deutschen Volkes zu seinem Kaiser Wilhelm I. Gerhard Küstmann Verlagsbuchhandlung, Dresden 1888
- Der Nachahmungstrieb und seine Behandlung durch Lehrer und Erzieher. 1890 (Digitalisat); 3. Auflage, Hufeland, Minden 1910 (= Lehrer-Prüfungs- und Informations-Arbeiten, Heft 21)
- Die orthographischen Übungen in der Volksschule. Hufeland, Minden 1890 (Digitalisat); 2. Auflage, Hufeland, Minden i.W. 1908 (= Lehrer-Prüfungs- und Informations-Arbeiten, Heft 22)
- Die Staatseinrichtungen des Deutschen Reiches und Preußens für jedermann verständlich und übersichtlich zusammengestellt. Manz, Hannover-Linden 1891
- Kaiser Wilhelm II. und seine Bestrebungen für das Volkswohl. Hufeland, Minden 1891 (Digitalisat)
- Die Reform des naturkundlichen Unterrichts nach Friedrich Junge. Hufeland, Minden 1893 (= Lehrer-Prüfungs- und Informations-Arbeiten, Heft 27, Digitalisat)
- Der heimatkundliche Unterricht in der Volksschule. 2. Auflage, Hufeland, Minden 1905
- Die berufliche Ausbildung unserer weiblichen Jugend. Hufeland, Minden 1909 (= Lehrer-Prüfungs- und Informations-Arbeiten, Heft 38)
- Die Volksbildungsbestrebungen der Gegenwart und ihre Bedeutung. Hufeland, Minden 1910 (= Lehrer-Prüfungs- und Informations-Arbeiten, Heft 43)
- Die staatsbürgerliche Erziehung unserer Jugend. Hufeland, Minden 1911 (= Lehrer-Prüfungs- und Informations-Arbeiten, Heft 46)
- K. John (Autor); Carl Reimann (Bearbeiter): Rechenbuch für einfache Fortbildungsschulen. 5. Auflage, Klinkhardt, Leipzig und Berlin 1912; 7. Auflage, Julius Klinkhardt, Leipzig 1921 (Digitalisat)
- August Biebrach (Autor); Carl Reimann (Bearbeiter): Rechenbuch für Mädchen-Fortbildungsschulen. 2. Auflage, Klinkhardt, Leipzig 1914